# Soliterka

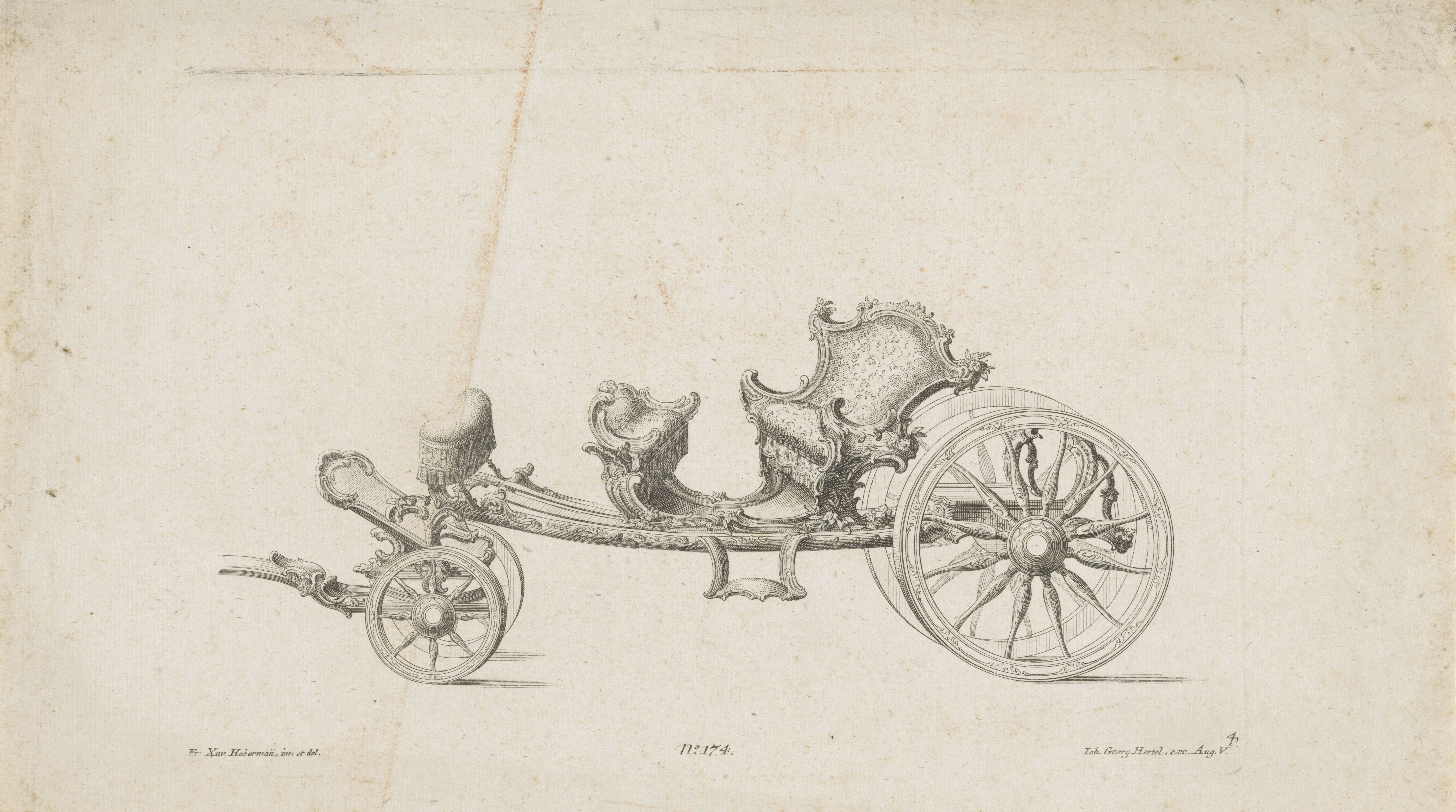
Soliterka

Soliterka (fr. solitaire), egoistka, dezobliżantka (fr. désobligente) – mała, paradna kareta na jedną osobę, dostosowana dla damy w krynolinie. Pojazd konny 4-kołowy z dwoma kozłami (przedni dla powożącego, tylny - dla lokaja), z zaprzęgiem 2-6 koni. Przeznaczony na krótkie trasy, głównie po mieście. Modny w 2. połowie XVIII wieku.